# Centropages elegans
Centropages elegans är en kräftdjursart som beskrevs av Giesbrecht 1895. Centropages elegans ingår i släktet Centropages och familjen Centropagidae. Inga underarter finns listade i Catalogue of Life.